# Вулиця Архітектора Дяченка
Вулиця Архітектора Дяченка - вулиця в Голосіївському районі міста Києва, масив Теремки. Пролягає від вулиці Володимира Горовиця до Проспекту Академіка Глушкова.
Прилучається вулиця Родини Кістяківських.

## Історія
Виникла наприкінці 2010-х під проєктною назвою вулиця Проєктна 12972. Назва - на честь українського архітектора Архітектора Дяченка - з 2019 року.